# 广州新城停车场
广州新城停车场是广州地铁3号线东延段工程配套建设的车辆基地，位于番禺区亚运大道以北、市莲路以南、小龙涌西侧，与东南侧的石碁南站接轨。

## 简介
广州新城停车场总用地面积约22.01公顷，总建筑面积约6.4万平方米。由于用地限制，其北端的停车列检库设有地上两层，为广州地铁首个地上双层停车场。停车场预留未来上盖开发的条件。
广州新城停车场设计建设时采用多项节能环保技术，其维修楼获中国绿色建筑三星和近零能耗建筑认证。

## 历史
3号线东延段的停车场原规划设置于亚运大道南侧、规划新碁路东侧、沙湾干线北侧，广州新城西站（现石碁南站）和金光大道站（现海涌路站）间，2019年因市政规划调整而更改为珠江钢管厂地块的现址。然而由于前期征拆工作困难，停车场延至2022年5月29日方得以开工。
2023年9月29日，停车场内的维修楼封顶。惟因建设进度落后，广州新城停车场未能在3号线东延段通车前投入服务。2024年12月，停车场完成临时“三权”移交；次年4月投入服务。